# 蔡乾 (正德進士)
蔡（1488年—？），字汝健，號蓮西，湖廣武昌府崇陽縣人，軍籍，明朝政治人物。

## 生平
正德八年（1513年）癸酉科湖廣鄉試第二十二名舉人，十二年（1517年）中式丁丑科會試第二百三十名，三甲第三十三名進士。通政司觀政，授戶部主事，嘉靖元年（1522年）十二月會同給事中、御史查勘牧馬草場奸弊，升員外郎，出為浙江按察司僉事，八年（1529年）調四川按察司僉事，致仕。

## 家族
曾祖蔡敏；祖父蔡英；父蔡貫，訓導。母孫氏。